# Abschnittsbefestigung Schanzberg (Breitenbrunn)

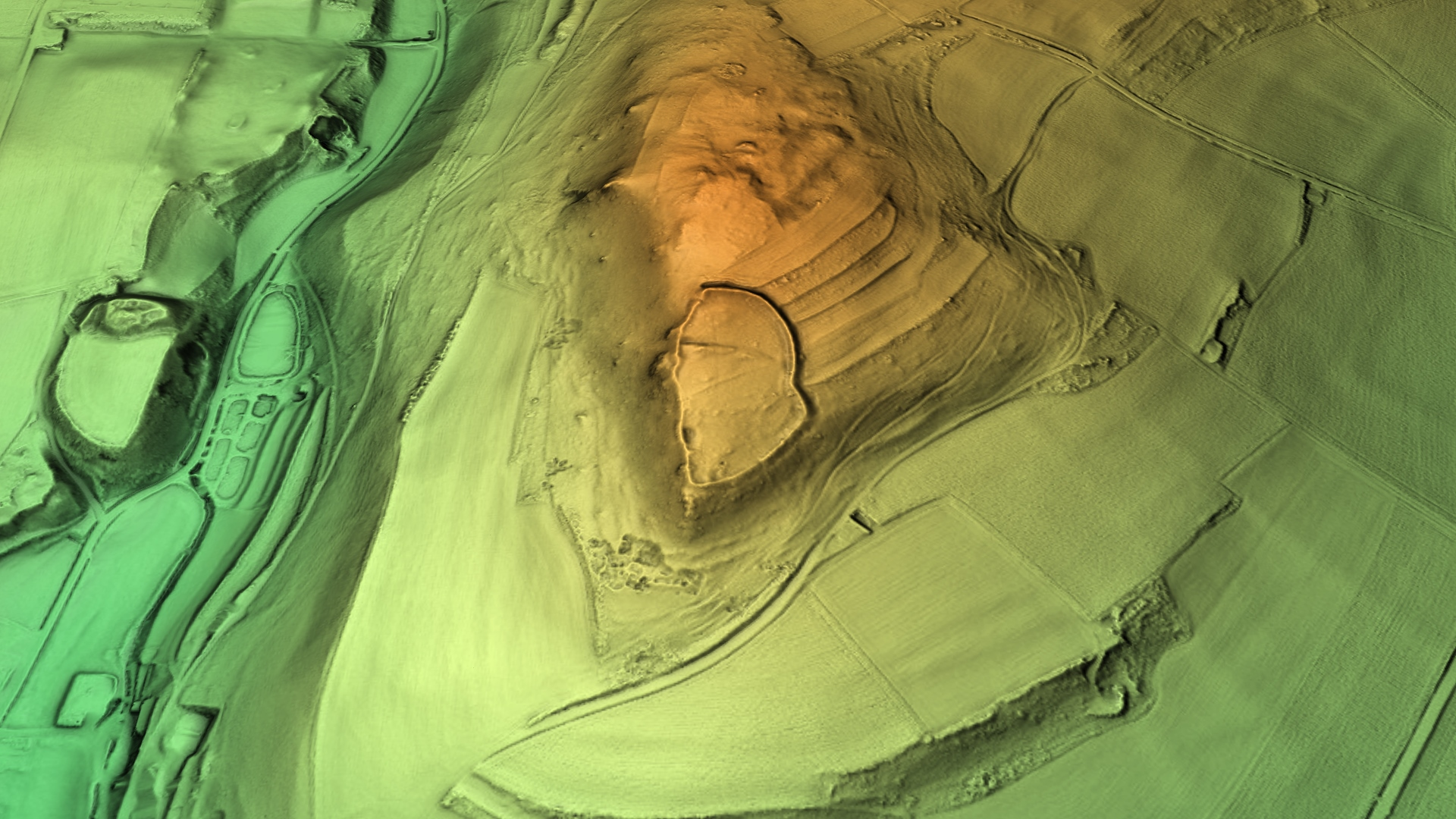
3D-Ansicht des digitalen Geländemodells

Der Abschnittsbefestigung Schanzberg liegt südlich des Gemeindeteils Bachhaupt des oberpfälzischen Marktes Breitenbrunn im Landkreis Neumarkt in der Oberpfalz. Die Anlage wird als Bodendenkmal unter der Aktennummer D-3-6935-0094 als „Abschnittsbefestigung vor- und frühgeschichtlicher Zeitstellung, vorgeschichtliche Höhensiedlung“ geführt. 350 m weiter westlich befindet sich der Burgstall Altenburg.